# Irchi Kazak
Irchi Kazak (en kazakh : Йирчы Къазакъ; Atlanaul, au Daghestan, 1830 - Temirxan-Şura dairəsi (az), 1879) est un poète russe de langue koumyk.

## Œuvres
- Kumuk halk şairi Yırçı Kazak: giriş, metin, sözlük